# قلعه نهبندان
قلعه نهبندان مربوط به دوره اشکانیان - دوران‌های تاریخی پس از اسلام است و در نهبندان، بافت قدیم شهر واقع شده است. این بنا که به نام‌های شاهدژ و شاه دزد نیز نامیده می‌شد، بنایی دفاعی و نظامی است که به پادگان بزرگ شباهت دارد و طبق بررسی‌های انجام شده ظرفیت ۳ هزار نفر را داشته است.
معماری ایرانی قلعه نهبندان منحصر به فرد می‌باشد زیرا سنگ‌های مورد استفاده در این قلعه بدون استفاده از هیچ نوع ساروج یا ملاتی، دیوارهای قلعه را ایجاد کرده‌اند.
این اثر در تاریخ ۱۵ تیر ۱۳۷۶ با شمارهٔ ثبت ۱۹۳۴ به‌عنوان یکی از آثار ملی ایران به ثبت رسیده است.